# Iwan Daszyczew
Iwan Fiodorowicz Daszyczew (ros. Ива́н Фёдорович Да́шичев; ur. 3 stycznia?/15 stycznia 1897 we wsi Timonowka w obwodzie briańskim, zm. 24 kwietnia 1963 w Moskwie) – radziecki dowódca wojskowy, generał-major.

## Życiorys
Jako chorąży rosyjskiej armii uczestniczył w I wojnie światowej, w 1916 skończył Czugujewską Szkołę Wojskową, w 1918 wstąpił ochotniczo do Armii Czerwonej, brał udział w wojnie domowej, walczył na Froncie Wschodnim przeciw Korpusowi Czechosłowackiemu i armii Kołczaka jako pomocnik i szef sztabu 80. Brygady w składzie 27 Dywizji Strzelców, w tym w 1920 w kampanii przeciw Polsce, w 1921 uczestniczył w likwidacji powstania w Kronsztadzie.
Po zakończeniu wojny domowej był szefem sztabu pułku, dywizji i korpusu, później dowódcą 35 Dywizji Strzeleckiej, pomocnikiem dowódcy 2 Korpusu Strzelców, a od sierpnia 1939 dowódcą 47 Korpusu Strzelców Leningradzkiego Okręgu Wojskowego, brał udział w wojnie zimowej (z Finlandią).
W lipcu 1940 został skierowany do Odeskiego Okręgu Wojskowego i wziął udział w przyłączeniu Besarabii do ZSRR. Od czerwca 1941, po ataku Niemiec na ZSRR walczył jako dowóca 35 Korpusu Strzeleckiego w składzie 9 Armii Frontu Południowego, m.in. nad Prutem i pod Kiszyniowem. W sierpniu 1941 został dowódcą 9 Korpusu Strzelców w 51 Armii, z którym walczył m.in. o Przesmyk Perekopski. W październiku 1953 zakończył służbę wojskową.

## Ordery i odznaczenia
- Order Lenina
- Order Czerwonego Sztandaru (czterokrotnie) i medale.